# Otok (Vukovar-Syrmie)
Pour les articles homonymes, voir Otok.
Otok est une ville et une municipalité située en Slavonie, dans le Comitat de Vukovar-Syrmie, en Croatie. Au recensement de 2001, la municipalité comptait 7 755 habitants, dont 98,98 % de Croates et la ville seule comptait 5 858 habitants.

## Localités
La municipalité de Otok compte 2 localités : Komletinci et Otok.